# Хонсьно
Хонсьно (пол. Chąśno) — село в Польщі, у гміні Хонсно Ловицького повіту Лодзинського воєводства.
Населення — 204 особи (2011).
У 1975-1998 роках село належало до Скерневицького воєводства.

## Демографія
Демографічна структура станом на 31 березня 2011 року:
|          | Загалом | Допрацездатний вік | Працездатний вік | Постпрацездатний вік |
| -------- | ------- | ------------------ | ---------------- | -------------------- |
| Чоловіки | 94      | 14                 | 71               | 9                    |
| Жінки    | 110     | 29                 | 64               | 17                   |
| Разом    | 204     | 43                 | 135              | 26                   |